# Fallon (Nevada)
Fallon és una població dels Estats Units i seu del comtat de Churchill a l'estat de Nevada. Segons el cens del 2000 tenia 7.536 habitants. El 16 de juny de 2019 el centre de Fallon fou inclòs al Registre Nacional de Llocs Històrics.

## Història
La comunitat es va poblar per primer cop durant la febre de l'or de Califòrnia, quan diversos aspirants a forty-niners es van aturar després de creuar el riu Carson.
La ciutat i l'oficina de correus es van establir el 24 de juliol de 1896, en una petita barraca pertanyent a Michael Fallon i Eliza Fallon, que manegaven un ranxo en aquell lloc. Poc després, Jim Richards va operar més tard una botiga prop de l'oficina de correus.
La ciutat es va incorporar oficialment el 1908.
El Laboratori Nacional Los Alamos, conjuntament amb el Departament de Defensa, va dur a terme una prova nuclear subterrània a 45 km (28 milles) al sud-est de Fallon a les 5 p.m. el 26 d'octubre de 1963. Anomenat projecte Shoal, la detonació de 12,5 quilotones formava part del programa Vela Uniform. L'aparell va explotar a una profunditat de 1.205 peus (367 m) sota la superfície del sòl. El lloc es troba a Gote Flat a la serralada de Sand Springs. L'accés a l'àrea del Projecte Shoal no té restriccions. L'accés a la zona es fa per l'autopista 50, la carretera de Nevada 839, i després per una carretera de grava fins al lloc.

## Demografia
Segons el cens del 2000, Fallon tenia 7.536 habitants, 3.004 habitatges, i 1.876 famílies La densitat de població era de 955,26 habitants per km².
Dels 3.004 habitatges en un 35,4% hi vivien nens de menys de 18 anys, en un 42,7% hi vivien parelles casades, en un 15,3% dones solteres, i en un 37,5% no eren unitats familiars. En el 30,7% dels habitatges hi vivien persones soles l'11,4% de les quals corresponia a persones de 65 anys o més que vivien soles. El nombre mitjà de persones vivint en cada habitatge era de 2,45 i el nombre mitjà de persones que vivien en cada família era de 3,06.
Per edats la població es repartia de la següent manera: un 28,4% tenia menys de 18 anys, un 10,2% entre 18 i 24, un 29,8% entre 25 i 44, un 19,4% de 45 a 64 i un 12,2% 65 anys o més.
L'edat mediana era de 32,3 anys. Per cada 100 dones hi havia 95,74 homes. Per cada 100 dones de 18 o més anys hi havia 91,45 homes.
La renda mediana per habitatge era de 35.935 $ i la renda mediana per família de 41.433 $. Els homes tenien una renda mediana de 35.356 $ mentre que les dones 22.818 $. La renda per capita de la població era de 16.919 $. Aproximadament el 9,5% de les famílies i el 12,6% de la població estaven per davall del llindar de pobresa.

## Poblacions properes
El següent diagrama mostra les poblacions més properes.